# Вперёд (мультфильм)
«Вперёд» (англ. Onward) — американский компьютерно-анимационный приключенческий фильм в жанре городского фэнтези производства студии Pixar Animation Studios. Режиссёром проекта выступил Дэн Скэнлон. Главные роли озвучивают Том Холланд и Крис Прэтт. Картина вышла в прокат 5 марта 2020 года.
Мультфильм был хорошо оценён критиками, но собрал плохую кассу по причине того, что период его кинопроката пришёлся на начало пандемии COVID-19, из-за чего кинопрокат был свёрнут раньше намеченного срока.

## Сюжет
Действие мультфильма происходит в мире, населённом мифическими существами. Когда-то их мир был полон чудес, приключений и волшебства. Однако овладеть магией было непросто, поэтому со временем её начали заменять технические достижения, которые оказались гораздо проще в освоении. Спустя столетия использование магии было полностью вытеснено современными технологиями.
В наше время Лорел, мама двух братьев-эльфов Иэна и Барли Лайтфутов, после смерти её мужа воспитывает своих детей одна. Однажды на шестнадцатый день рождения младшего сына Иэна она даёт им волшебный посох, который завещал им их папа. При помощи волшебного камня в этом посохе братья смогут вернуть своего отца на один день. Но, к сожалению, им удаётся вернуть только нижнюю часть его тела, так как из-за неопытности братьев волшебный камень разрушился. Поэтому они отправляются в путешествие, чтобы найти другой волшебный камень и восстановить отца полностью.
На старом фургоне, который Барли называл Гвиневрой, они отправляются к мантикоре, которая в прошлом была воительницей, сражавшейся со злом. В наши дни она работает в ресторане. Братья пытаются обратиться к ней за помощью, попросив у неё карту квеста, но она, зная, насколько опасно будет их приключение и какую ответственность она понесёт, если с братьями что-то случится, отказывается давать карту. Но когда братья напоминают мантикоре о её прошлом, та срывается и начинает разрушать и поджигать всё вокруг, распугивая посетителей. Во время пожара оригинал карты сгорает, но, к счастью, братьям помогла нарисованная на листе бумаги карта-головоломка, которую решила маленькая девочка в ресторане. Братья отправляются в путь по этой карте.
Через некоторое время в ресторан приезжает Лорел, которая забирает мантикору с собой, так как та знает её сыновей и о каком-то проклятии, про которое она забыла им рассказать. Поэтому они едут в магазин, где находится меч мантикоры, но продавщица-гоблин резко поднимает на него цену, и мантикоре приходится парализовать её жалом из хвоста. Выкрав меч, она и Лорел быстро уезжают.
Тем временем у братьев заканчивается бензин. По совету Барли, Иэн с помощью посоха собирается увеличить канистру, как и количество бензина внутри. Но из-за того, что Барли всё время лез под руку, Иэн случайно его уменьшил. В итоге им приходится идти за бензином на автозаправку. Там они вступают в конфликт с феями-байкерами, не умеющими летать. Иэну приходится сесть за руль, и, благодаря Барли, он осваивает вождение и уходит от погони. Феи же попали в аварию, но зато они снова научились летать.
В пути Барли снова становится большим, но из-за превышения скорости братья привлекают внимание полиции. Использовав заклинание, они превращаются в собственного отчима — кентавра-полицейского Кольта Бронко. Каждый раз, когда Иэн пытается солгать полиции, часть тела кентавра становится частью тела одного из братьев. Из разговора Барли узнаёт, что Иэн считает его «ходячим разочарованием», и обижается на него. Оттого, что маскировка быстро пропадает, братья спешно уезжают. Тем не менее, одна из полицейских замечает подозрительные следы на земле: сперва лошадиные следы, потом следы от обуви. Поэтому она докладывает об этом настоящему Кольту Бронко, а тот сообщает матери братьев-эльфов Лорел.
Братья доезжают до магазина, где Барли покупает пачку чипсов, а потом ругает Иэна за то, что тот считает его «ходячим разочарованием». От громко включённой музыки в фургоне и созданной вибрации их отец начинает танцевать. Увидев это, братья тоже начинают танцевать, весело проводя вместе время. Братья продолжают путь. В дороге они случайно теряют бампер своего фургона, что помогает Кольту Бронко взять их след.
Добравшись до огромной бездонной расщелины, братья решают перебраться на противоположную сторону и опустить мост с помощью рычага. Благодаря заклинанию, вере и страховке со стороны брата, Иэну удаётся перейти на противоположную сторону и повернуть рычаг, который опускает мост. Перебравшись на другую сторону, братья тут же вынуждены уходить на своём фургоне от полиции, которую вызвал их отчим. Братья попадают в тупик, и Барли, не желая, чтобы полиция их поймала, жертвует своим фургоном, который врезается в скалу и вызывает камнепад.
Следуя ориентирам, братья попадают в пещеру, где им приходится переплывать через водоём на увеличенном при помощи посоха чипсе. В пути Барли рассказывает Иэну об отце и о том, как не нашёл в себе смелости попрощаться с ним в больнице. Переплыв через водоём, братья сталкиваются со студенистым кубом, который растворяет в себе всё, что поглощает. Успешно миновав ловушки и убежав от куба, братья попадают в следующую комнату, которая тут же начинает заполняться водой. Благодаря своему отцу, который под водой наступает на плиту в полу, они открывают люк в потолке и выбираются на поверхность.
К своему разочарованию, они видят, что вернулись к началу пути. Иэн ссорится с братом и уходит со своим отцом, чтобы провести с ним оставшееся до заката время. Присев на камень, Иэн начинает вычёркивать из своего списка дела, которые он хотел бы сделать вместе со своим отцом. Но, в итоге, понимает, что его брат всё это время заменял ему отца. После этого Иэн бежит извиняться перед своим братом.
Тем временем Барли наконец-то находит нужный им камень и тем самым высвобождает проклятие, которое представляет собой красный дым со светящимся шаром. Проклятие формирует дракона из каменных стен школы и частей разных машин. Вовремя подоспевшие Лорел и мантикора обездвиживают дракона на некоторое время. Иэн, произнеся заклинание, которое начало восстанавливать их отца, передаёт возможность увидеть его своему брату, чтобы тот смог с ним попрощаться. Сам же Иэн бежит сражаться с драконом. Благодаря самому сложному заклинанию, которое Иэн до этого никак не мог применить, и мечу мантикоры он побеждает дракона.
После битвы Иэн оказывается в ловушке среди каменных остатков дракона. Через щель он наблюдает, как Барли прощается с отцом, и как отец исчезает. После этого Барли помогает Иэну выбраться из каменного плена и рассказывает ему, что отец гордится им, а также сообщает колдовское прозвище отца.
Спустя некоторое время Барли покупает себе новый фургон, который, благодаря магии Иэна, теперь может летать. Братья улетают на нём навстречу приключениям. Фильм заканчивается семейными фотографиями.

## Роли озвучивали
| Актёр              | Роль            |
| ------------------ | --------------- |
| Том Холланд        | Иэн Лайтфут     |
| Крис Прэтт         | Барли Лайтфут   |
| Джулия Луи-Дрейфус | Лорел Лайтфут   |
| Лина Уэйт          | Спектр          |
| Эли Вонг           | Гор             |
| Октавия Спенсер    | мантикора Корей |
| Мэл Родригез       | Кольт Бронко    |
| Трейси Ульман      | Греклин         |

## Создание
В июле 2017 года студия Pixar анонсировала проект в жанре городское фэнтези на выставке D23 Expo. Режиссёром проекта выступит Дэн Скэнлон, а продюсером — Кори Рэй. Дэн признавался, что при создании мультфильма он вдохновлялся смертью своего отца и отношениями с его братом в детстве. В декабре следующего года было раскрыто название будущего мультфильма, а также было подтверждено участие К. С. Андерсона в качестве сосценариста. В качестве композиторов ленты были приглашены Майкл и Джефф Данна. Ранее дуэт писал саундтрек к другому проекту Pixar — «Хороший динозавр».

## Прокат
«Вперёд» вышел в международный прокат 4 марта 2020 года, в США — 6 марта.

### Маркетинг
30 мая 2019 года первый тизер-трейлер появился во время трансляции финала НБА 2019 на канале ABC.

## Восприятие
В основном анимационный фильм оценили положительно. Газета The New York Post подметил, что в стиле и тоне созданного Дэном Скэнлоном анимации, присутствуют элементы DreamWorks — «Шрека» и «Как приручить дракона», смешанные с аспектами сестёр фильма «Холодное сердце» компании Disney. Рецензент Polygon счёл большим достижением Pixar создания оригинального нового мира, в котором его творения не чувствуют себя особенными. Издание The Washington Post подметило главный недостаток произведения — его «происхождение», которое неизменно будет сравниваться с некоторыми из величайших анимационных фильмов. Сайт CNN отметил «невероятное ожидание мультфильма, не достигнувшего верхнюю ступеньку лестницы множества его предшественников». Новостной агрегатор IGN порекомендовал эту мультипликацию фанатам жанра фэнтези из-за ужасно интересной истории, наполненной юмором, сердцем и аллюзиями. Леволиберальная газета The Guardian подчеркнула присутствие в анимации веселья, нежных моментов, но при этом не столь радикальное отношение к смерти как в другом творении «Диснея» 2017 года — «Тайна Коко». Новостной сайт The New York Times охарактеризовал его как «ярко выраженную сентиментальную оду подросткового возраста, поражающую все нужные эмоциональные кнопки, даже если рискует быть сама забытой». На основе этих крупных изданий и публикаций, агрегатор Metacritic оценил мультфильм на 61 балл. На сайте рецензий Rotten Tomatoes проект имеет 87 % положительных критических рецензий.

## Общественный резонанс
Мультфильм запретили к показу во многих странах: Кувейте, Омане, Катаре и Саудовской Аравии, Кыргызстане, КНДР, Афганистане, Албании и других. Причиной является один ЛГБТ-персонаж по имени Спектр, озвученный Линой Уэйт. Её сексуальная ориентация упоминается в короткой строчке диалога в сцене, где она останавливает главных героев, братьев Иэна и Барли, за нарушение правил дорожного движения. В остальных странах, в том числе Бахрейне, Ливане и Египте, Беларуси наоборот, демонстрируют отредактированную версию. Кения, Китай, Узбекистан и Монголия также потребовали, чтобы в фильме была вырезана сцена. Правительство Казахстана присвоило этому мультфильму рейтинг 16+. Ситуация дошла и до России: момент с упоминанием её возлюбленной подруги в русском дубляже заменяется более нейтральным словом «партнёр», скрывая её нетрадиционную сексуальную ориентацию. Депутат Государственной думы Виталий Милонов заявил, что готовит обращение на имя министра культуры с требованием не допустить эту картину до широкого проката, предлагая любителям однополой любви смотреть подобные картины «в своих квартирках, не навязывая свои вкусы широким массам». 
На сайте LifePetitions была создана петиция, где защитники традиционной семьи бойкотировали мультфильм с целью «сохранения семьи, отвергая попытки Walt Disney сексуализировать детей».